# هیسنا
هیسنا (به سوئدی: Hyssna) یک منطقهٔ مسکونی در سوئد است که در بخش مارچ شهرستان وسترا یوتلاند قرار دارد. هیسنا ۱٫۶۳ کیلومتر مربع مساحت و ۶۳۸ نفر جمعیت دارد.

## موقعیت
هیسنا یک شهر کلیسایی است در بخش مارچ شهرستان وسترا یوتلاند، واقع در شمال غربی شیننا در جاده ۱۵۶ و آب‌های سورتان است.
در شهر، کلیسای قدیمی وجود دارد که قدمت آن از قرن ۱۱ می‌باشد. همچنین در شهر آسیاب میلورپ وجود دارد و یک کارخانه قدیمی که اکنون یک کافه است.